# Laizhou Wan
Laizhou Wan (chiń. upr. 莱州湾; chiń. trad. 萊州灣; pinyin Láizhōu Wān) – zatoka Morza Żółtego (Ocean Spokojny), u brzegów Chin, między ujściem Huang He a półwyspem Szantung, południowa część Zatoki Pohaj. Głębokość maksymalna wynosi 15 m. Występują pływy mieszane sięgające 3–4 m. Największym miastem i portem nad zatoką jest Longkou.